# 電擊文庫
電擊文庫（日语：電撃文庫），是1993年6月由MediaWorks創立的輕小說文庫系列。2008年隨MediaWorks與ASCII合併，隸屬於角川集團旗下的ASCII Media Works，2013年隨著ASCII Media Works併入角川公司（株式会社KADOKAWA），電擊文庫成為角川公司的文庫書系之一。

## 簡介
電擊文庫創刊當初出版主要在角川Sneaker文庫活動的作家群（如深澤美潮、中村兔、赤堀悟等人）的作品，並出版遊戲軟體、動畫的改編小說和翻譯小說；現在主要出版電擊小說大獎得獎作家和小說出身作家的作品。創刊後大量挖掘新人，新人的比率高於其他出版社。由於投稿人數最多，是難度最高的輕小說新人獎，因此得獎作品評價也較高。現在和富士見Fantasia文庫及角川Sneaker文庫並稱「輕小說御三家」（ライトノベル御三家），號稱市場占有率最高。動畫化和改編遊戲軟體相當積極，是一大特徵。

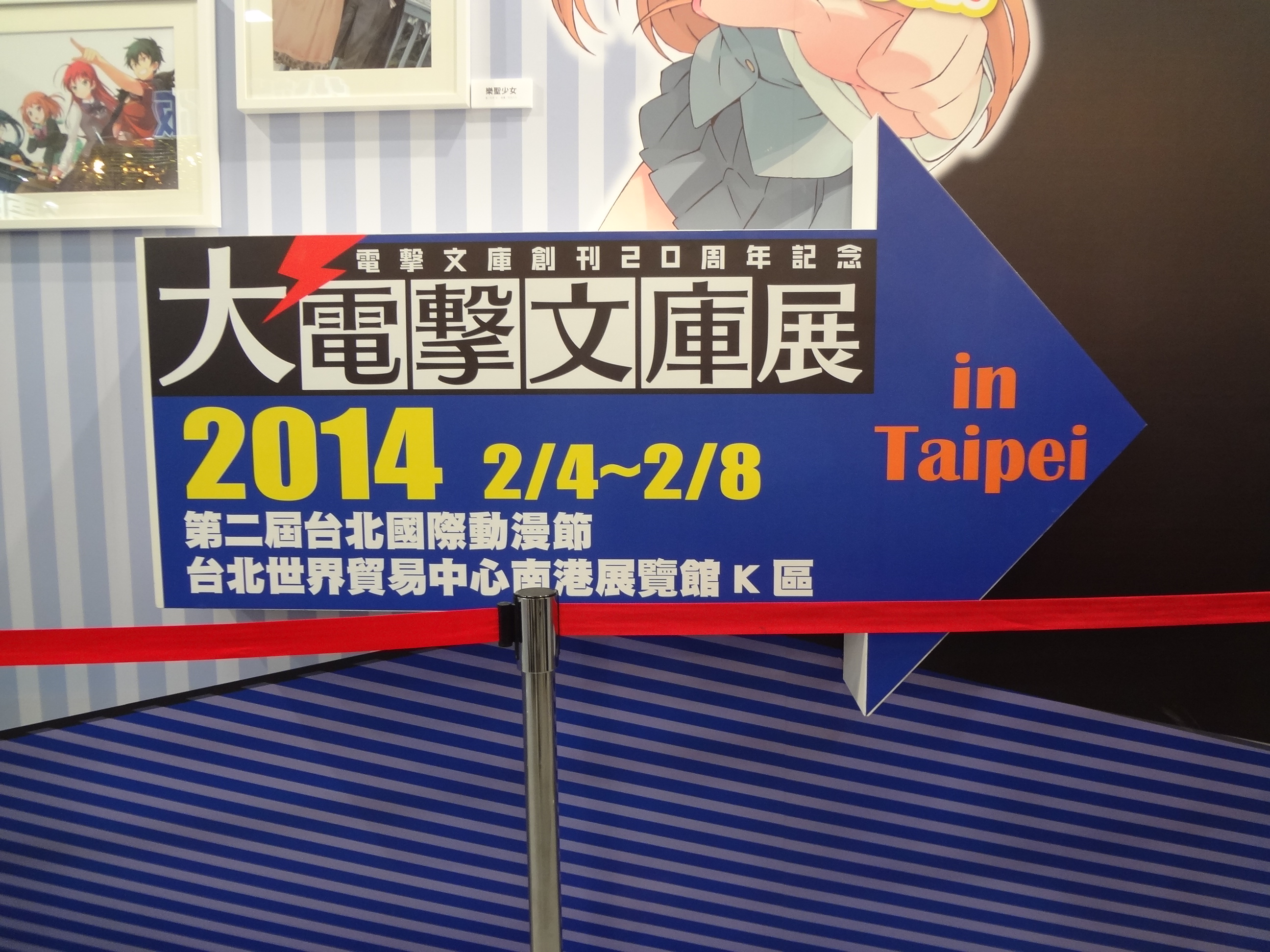
2014年（第2屆）台北國際動漫節的「大電擊文庫展 in Taipei」宣傳看板

- 2004年10月發售的《奇諾之旅 -the Beautiful World-》為電擊文庫第一千本文庫。
- 2011年，電擊文庫以“電擊單行本”名義出版精裝書，瞄準輕小說以外的讀者，特別是《圖書館戰爭》在報紙和雜誌書評引起很大的話題。[1]
- 2007年4月，在「電擊文庫Movie Festival」中公開了《灼眼的夏娜》、《犬神！》、《奇諾之旅》三部作品的劇場版。《仰望半月的夜空》是電擊文庫最初的日劇化作品。接著《死神的歌謠》也日劇化。
- 2013年4月27日至5月6日，電擊文庫在日本東京都池袋舉辦創刊20周年紀念展覽「大電撃文庫展」。
- 2014年2月4至8日，電擊文庫在第2屆台北國際動漫節舉辦「大電擊文庫展 in Taipei」，是大電擊文庫展首次在臺灣開展[2]。

## 作品一覽
由於未出版書籍居多，完整列表請見日語版條目。

### 台灣角川
- 犬神！（有澤真水／若月神無）
- 伊里野的天空、UFO的夏天（秋山瑞人／駒都英二）
- 南方之島·夢境之中（秋山瑞人／駒都英二）
- 狼與辛香料（支倉凍砂／文倉十）
- 奇諾之旅（時雨澤惠一／黑星紅白）
- 學園奇諾（時雨澤惠一／黑星紅白）
- 艾莉森（時雨澤惠一／黑星紅白）
- 莉莉亞&特雷茲（時雨澤惠一／黑星紅白）
- 灼眼的夏娜（高橋彌七郎／）
- 天空之鐘響徹惑星（渡瀨草一郎／岩崎美奈子）
- 魔法禁書目錄（鎌池和馬／）
- TIGER×DRAGON！（／）
- 我們倆的田村同學（／）
- 9S（葉山透／→）
- 七姬物語（高野和／）
- 乃木坂春香的秘密（五十嵐雄策／）
- 仰望半月的夜空（橋本紡／）
- 撲殺天使（／）
- 我家有個狐仙大人（柴村仁）
- 琦莉（／田上俊介）
- 獻上女神的祝福（岩田洋季／佐藤利幸）
- BACCANO！大騷動！（成田良悟／）
- 扉之外（土橋真二郎／白身魚）
- 終焉的年代記（川上稔／）
- 神的記事本（杉井光／）
- 角鴞與夜之王（／磯野宏夫）
- 惡魔同盟（／藤田香）
- 魔學詭術士（久住四季／）
- 虛軸少女（藤原祐／椋本夏夜）
- 超人家族一家和樂!?（橋本和也／）
- 某一天，炸彈從天而降（古橋秀之／）
- 無頭騎士異聞錄 DuRaRaRa!!（成田良悟／）
- 鳥籠莊的房客今日也慵懶（／）
- 說謊的男孩與壞掉的女孩（入間人間／左）
- 梅格&賽隆（時雨澤惠一／黑星紅白）
- MAMA（／）
- 我的妹妹哪有這麼可愛！（／）
- 離別的鋼琴奏鳴曲（杉井光／植田亮）
- 加速世界（川原礫／HIMA）
- 蘿球社！（／）
- 刀劍神域（川原礫／abec）
- 雪螳螂（／岩城拓郎）
- 電波女&青春男（入間人間／）
- Sweet☆Line甜蜜陣線（／如月水）
- 平行戀人（靜月遠火／）
- 大小姐×執事！（上月司／）
- 火目的巫女（杉井光／）
- 小春原日和育成日記（五十嵐雄策／西又葵）
- C3 -魔幻三次方-（水瀨葉月／）
- 重裝武器（鎌池和馬／凪良）
- 貓娘姊妹（／）
- 櫻花莊的寵物女孩（鴨志田一／）
- 幕末魔法士（田名部宗司／椋本夏夜）
- 大神（沖田雅／）
- 月光（間宮夏生／白味噌）
- 奮鬥吧！系統工程師（夏海公司／Ixy）
- 花×華（岩田洋季／涼香）
- 多摩湖&黃雞（入間人間／左）
- 虛空之盒與零之麻理亞（御影瑛路／鐵雄）
- 從零開始的魔法書（虎走翔／靜間良紀）
- 青春紀行（／）
- 偶像總愛被吐嘈！（／魚（日语：魚 (イラストレーター)））
- 哈囉，天才少女（／）
- 打工吧！魔王大人（和原聰司／029）
- 蜥蜴王（入間人間／）
- 魔法科高中的劣等生（佐島勤／石田可奈）
- 境界線上的地平線（川上稔／さとやす）
- 魔王女孩與村民A（／赤人）
- 毒吐姬與星之石（／磯野宏夫）
- 雨天的艾莉絲（松山剛／）
- 煉獄姬（藤原佑／kaya8）
- 黑色子彈（神崎紫電／鵜飼沙樹）
- 我與女武神的新婚生活（鎌池和馬／凪良）
- 噬血狂襲（三雲岳斗／）
- 逃離樂園島（土橋真二郎／）
- 樂聖少女（杉井光／）
- 夢沉抹大拉（支倉凍砂／）
- 無限迴圈遊戲（入間人間／植田亮）
- 線上遊戲的老婆不可能是女生？（聽貓芝居／Hisasi）
- 天使的3P！（蒼山探／Tinkle）
- 智慧村的座敷童子（鎌池和馬／真早）
- 女性向遊戲攻略對象竟是我…!?（秋目人／森澤晴行）
- 安達與島村（入間人間／）
- 那片大陸上的故事（時雨澤惠一／黑星紅白）
- 發條精靈戰記 天鏡的極北之星（宇野朴人／）
- 情色漫畫老師（／）
- 未踏召喚://鮮血印記（鎌池和馬／依河和希）
- 喜歡本大爺的竟然就妳一個？（駱駝／馬口鐵）
- 魔王學院的不適任者～史上最強的魔王始祖，轉生就讀子孫們的學校～ (秋/靜間良紀)
- 複製品的我也會談戀愛。 (榛名丼/raemz)

### 東立出版社
- 逃離學校（谷川流）
- 電擊!!神盾5少女（谷川流）
- 我的世界守護者（谷川流）
- 將花束獻給月亮與妳（志村一矢／椎名優）
- 夢神的教室（三上延／椎名優）
- 單戀的麒麟（志村一矢／椎名優）
- 東京吸血鬼金融（真藤順丈／佐佐木少年）
- 歡迎來到血吸村（阿智太郎／）
- 白山同學與黑色手提袋（鈴木鈴／）
- 赤色／羅曼史（藤原祐／椋本夏夜）
- 機巧魔神（三雲岳斗）
- 幸運時刻！（／QP:flapper）
- 銀飄揚（／笛）
- 第十三號的愛麗絲（／）
- 千嫁喵物語（／）
- 鷲見原鸝的論證（久住四季／）
- 紫色的Qualia（／綱島志朗）
- 有川夕菜的抵抗值（時田唯／りちゅ）
- 虎鯨格拉（中村惠里加／雙）
- IDOLISING 偶像擂台！（／CUTEG）

### 尖端出版
- 死神的歌謠（長谷川啟介／七草）
- 學姐與我（沖田雅／）

### 天闻角川
- 灼眼的夏娜（高桥弥七郎／伊东杂音）
- 无头骑士异闻录 DuRaRaRa!!（成田良悟／安田铃人）
- 仰望半月的夜空（橋本紡／山本启治）
- 我的妹妹哪有这么可爱！（伏見司／神崎广）
- 电波女与青春男（入间人间／Buriki）
- 神的记事本（杉井光／岸田梅尔）
- TIGERXDRAGON！龙与虎（竹宫悠由子／泰）
- 离别的钢琴奏鸣曲（杉井光／植田亮）
- 刀剑神域（川原砾／abec）
- 加速世界（川原砾／HIMA）
- 角鸮与夜之王（红玉伊月／矶野宏夫）
- 黄昏色的咏使（细音启／竹岡美穗）
- MAMA（红玉伊月／KARASU）
- 打工吧！魔王大人（和原聪司／029）
- 金色时光（竹宫悠由子／驹都英二）
- 魔法的禁书目录（镰池和马／灰村清孝）
- 奋斗吧！系统工程师（夏海公司／Ixy）
- 雪螳螂（红玉伊月／岩城拓郎）
- 櫻花莊的寵物女孩（鴨志田一／沟口凯吉）
- 9S 遗产尖兵（叶山透／山本大和→）
- 奇诺之旅（时雨泽惠一／黑星红白）
- 魔法科高中的劣等生（佐岛勤／石田可奈）
- 月光（间宫夏生／白味噌）
- 虚空之盒与零之麻理亚（御影瑛路／铁雄（1卷時名為415））

### 新經典文化
- 狼与香辛料（支仓冻砂／文仓十）

### 未代理
- 幸運騎士（深澤美潮／迎夏生，尖端出版代理漫畫版）
- 急救超人兵團（阿智太郎／矢上裕，長鴻出版社代理漫畫版）
- Boogipop系列（上遠野浩平／緒方剛志）
- 放課後百物語（／）
- 害羞的三角形（五十嵐雄策／）
- 魔女啟示錄（水瀨葉月／）
- PRAVE!（高遠豹介／）
- Vamp!（成田良悟／）
- 越佐大橋系列（成田良悟／）
- 青梅竹馬絕對不會輸的戀愛喜劇（二丸修一／時雨羽衣）

## 動畫化作品

### 電視動畫
| 作品名稱                                                       | 播放時間                      | 動畫製作公司               | 備註                                     |
| -------------------------------------------------------------- | ----------------------------- | -------------------------- | ---------------------------------------- |
| 爆走獵人                                                       | 1995年-1996年                 | XEBEC                      | 原作為漫畫                               |
| 寻寶探險記L                                                    | 1997年-1998年                 | E&G FILMS                  |                                          |
| 不吉波普不笑                                                   | 2000年（第1作）               | MADHOUSE                   |                                          |
| 不吉波普不笑                                                   | 2019年（第2作）               | MADHOUSE                   |                                          |
| 奇諾之旅                                                       | 2003年（第1作）               | A.C.G.T                    | 有電影版                                 |
| 奇諾之旅                                                       | 2017年（第2作）               | Lerche                     | 有電影版                                 |
| 急救超人兵團                                                   | 2003年                        | ufotable                   |                                          |
| 星艦駕駛員                                                     | 2005年                        | J.C.STAFF                  |                                          |
| 灼眼的夏娜                                                     | 2005年-2006年（1期）          | J.C.STAFF                  | 有OVA、電影版                            |
| 灼眼的夏娜                                                     | 2007年-2008年（2期）          | J.C.STAFF                  | 有OVA、電影版                            |
| 灼眼的夏娜                                                     | 2011年-2012年（3期）          | J.C.STAFF                  | 有OVA、電影版                            |
| 犬神！                                                         | 2006年                        | Seven Arcs                 |                                          |
| 死神的歌謠                                                     | 2006年                        | Group Tac                  |                                          |
| 仰望半月的夜空                                                 | 2006年                        | Group Tac                  |                                          |
| 獻上女神的祝福                                                 | 2006年-2007年                 | ZEXCS                      |                                          |
| BACCANO！大騷動！                                              | 2007年                        | Brain's Base               | 有番外篇                                 |
| 艾莉森與莉莉亞                                                 | 2008年                        | MADHOUSE                   |                                          |
| 死後文                                                         | 2008年                        | J.C.STAFF                  | 有OVA                                    |
| 我家有個狐仙大人                                               | 2008年                        | ZEXCS                      |                                          |
| 狼與辛香料                                                     | 2008年（第1作第1期）          | Imagin                     |                                          |
| 狼與辛香料                                                     | 2009年（第1作第2期）          | Brain's Base Marvy Jack    |                                          |
| 狼與辛香料                                                     | 2024年（第2作第1期）          | Passione                   | 副標題定為“Merchant Meets the Wise Wolf” |
| 魔法禁書目錄                                                   | 2008年（1期）                 | J.C.STAFF                  | 有電影版、OVA、衍生作品                  |
| 魔法禁書目錄                                                   | 2010年（2期）                 | J.C.STAFF                  | 有電影版、OVA、衍生作品                  |
| 魔法禁書目錄                                                   | 2018年（3期）                 | J.C.STAFF                  | 有電影版、OVA、衍生作品                  |
| 龍與虎                                                         | 2008年-2009年                 | J.C.STAFF                  | 有OVA                                    |
| 乃木坂春香的秘密                                               | 2008年（1期）                 | diomedéa                   | 有OVA                                    |
| 乃木坂春香的秘密                                               | 2009年（2期）                 | diomedéa                   | 有OVA                                    |
| 機巧魔神                                                       | 2009年（1期、2期）            | Seven Arcs                 |                                          |
| 野狼大神與七位夥伴                                             | 2010年                        | J.C.STAFF                  |                                          |
| 我的妹妹哪有這麼可愛！                                         | 2010年（1期）                 | AIC Build                  |                                          |
| 我的妹妹哪有這麼可愛！                                         | 2013年（2期）                 | A-1 Pictures               |                                          |
| 無頭騎士異聞錄 DuRaRaRa!!                                      | 2010年（1期）                 | Brain's Base               |                                          |
| 無頭騎士異聞錄 DuRaRaRa!!                                      | 2015年、2016年（2期）         | 朱夏                       |                                          |
| 大小姐×執事！                                                  | 2010年                        | XEBEC                      |                                          |
| 神的記事本                                                     | 2011年                        | J.C.STAFF                  |                                          |
| 境界線上的地平線                                               | 2011年（1期）                 | 日昇動畫                   |                                          |
| 境界線上的地平線                                               | 2012年（2期）                 | 日昇動畫                   |                                          |
| C³ -魔幻三次方-                                                | 2011年                        | SILVER LINK.               |                                          |
| 電波女&青春男                                                  | 2011年                        | SHAFT                      |                                          |
| 蘿球社！                                                       | 2011年（1期）                 | project No.9 Studio Blanc. | 有OVA                                    |
| 蘿球社！                                                       | 2013年（2期）                 | project No.9               | 有OVA                                    |
| 加速世界                                                       | 2012年                        | 日昇動畫                   | 有電影版                                 |
| 櫻花莊的寵物女孩                                               | 2012年-2013年                 | J.C.STAFF                  |                                          |
| 刀劍神域                                                       | 2012年（1期）                 | A-1 Pictures               | 有電影版、OVA、衍生作品                  |
| 刀劍神域                                                       | 2014年（2期）                 | A-1 Pictures               | 有電影版、OVA、衍生作品                  |
| 刀劍神域                                                       | 2018年（3期上半部分）         | A-1 Pictures               | 有電影版、OVA、衍生作品                  |
| 刀劍神域                                                       | 2019年、2020年（3期下半部分） | A-1 Pictures               | 有電影版、OVA、衍生作品                  |
| 青春紀行                                                       | 2013年-2014年                 | J.C.STAFF                  |                                          |
| 噬血狂襲                                                       | 2013年-2014年                 | SILVER LINK. CONNECT       | 有OVA                                    |
| 打工吧！魔王大人                                               | 2013年（1期）                 | WHITE FOX                  |                                          |
| 打工吧！魔王大人                                               | 2022年（2期）                 | Studio 3Hz                 |                                          |
| 黑色子彈                                                       | 2014年                        | Kinema Citrus Orange       |                                          |
| 魔法科高中的劣等生                                             | 2014年（1期）                 | MADHOUSE                   | 有電影版、衍生作品                       |
| 魔法科高中的劣等生                                             | 2020年（2期）                 | 8bit                       | 有電影版、衍生作品                       |
| 魔法科高中的劣等生                                             | 2021年（追憶篇）              | 8bit                       | 有電影版、衍生作品                       |
| 魔法科高中的劣等生                                             | 2024年（3期）                 | 8bit                       | 有電影版、衍生作品                       |
| 重裝武器                                                       | 2015年-2016年                 | J.C.STAFF                  |                                          |
| 發條精靈戰記 天鏡的極北之星                                    | 2016年                        | MADHOUSE                   |                                          |
| 線上遊戲的老婆不可能是女生？                                   | 2016年                        | project No.9               |                                          |
| 情色漫畫老師                                                   | 2017年                        | A-1 Pictures               | 有OVA                                    |
| 從零開始的魔法書                                               | 2017年                        | WHITE FOX                  |                                          |
| 天使的3P！                                                     | 2017年                        | project No.9               |                                          |
| 青春豬頭少年不會夢到兔女郎學姊                                 | 2018年                        | CloverWorks                | 有電影版                                 |
| 刀劍神域外傳 Gun Gale Online                                   | 2018年                        | Studio 3Hz                 |                                          |
| 喜歡本大爺的竟然就妳一個？                                     | 2019年                        | CONNECT                    | 有OVA                                    |
| 飛翔吧！戰機少女                                               | 2019年                        | SATELIGHT                  |                                          |
| 安達與島村                                                     | 2020年                        | 手塚製作公司               |                                          |
| 魔王學院的不適任者～史上最強的魔王始祖，轉生就讀子孫們的學校～ | 2020年（1期）                 | SILVER LINK.               |                                          |
| 魔王學院的不適任者～史上最強的魔王始祖，轉生就讀子孫們的學校～ | 2023年（2期上半部分）         | SILVER LINK.               |                                          |
| 魔王學院的不適任者～史上最強的魔王始祖，轉生就讀子孫們的學校～ | 2024年（2期下半部分）         | SILVER LINK.               |                                          |
| 86－不存在的戰區－                                             | 2021年-2022年                 | A-1 Pictures               |                                          |
| 青梅竹馬絕對不會輸的戀愛喜劇                                   | 2021年                        | 動畫工房                   |                                          |
| 食鏽末世錄                                                     | 2022年                        | OZ                         |                                          |
| SHINE POST                                                     | 2022年                        | Studio KAI                 | 跨媒體作品                               |
| 七魔劍支配天下                                                 | 2023年                        | J.C.STAFF                  |                                          |
| 豬肝記得煮熟再吃                                               | 2023年-2024年                 | project no.9               |                                          |
| 聲優廣播的幕前幕後                                             | 2024年                        | CONNECT                    |                                          |
| 雙生戀情密不可分                                               | 2024年                        | ROLL2                      |                                          |
| 雖然是公會的櫃檯小姐，但因為不想加班所以打算獨自討伐迷宮頭目   | 2025年                        | CloverWorks                |                                          |
| 男女之間存在純友情嗎？（不，不存在！）                         | 2025年                        | J.C.STAFF                  |                                          |
| 記憶縫線                                                       | 2025年                        | Geno Studio                | 從第2卷開始改編                          |
| 複製品的我也會談戀愛。                                         | 2026年                        | Voil                       |                                          |
| 春夏秋冬代行者 春之舞                                          | 待公布                        | WIT STUDIO                 |                                          |
| 公主騎士的小白臉                                               | 待公布                        | BLADE                      |                                          |
| 某暗部的少女共棲                                               | 待公布                        | 待公布                     |                                          |

### OVA
| 作品名稱                | 播放時間               | 動畫製作公司         |
| ----------------------- | ---------------------- | -------------------- |
| 伊里野的天空、UFO的夏天 | 2005年                 | 東映動畫             |
| 撲殺天使朵庫蘿          | 2005年（1期）          | HAL FILM MAKER       |
| 撲殺天使朵庫蘿          | 2007年（2期）          | HAL FILM MAKER       |
| 新的世界                | 2012年                 | MADHOUSE             |
| 噬血狂襲                | 2015年（第1期）        | SILVER LINK. CONNECT |
| 噬血狂襲                | 2016年-2017年（第2期） | SILVER LINK. CONNECT |
| 噬血狂襲                | 2018年-2019年（第3期） | CONNECT              |
| 噬血狂襲                | 2020年-2021年（第4期） | CONNECT              |
| 噬血狂襲                | 2022年（第5期）        | CONNECT              |

### 電視劇化
| 作品名稱             | 播放時間 | 製作公司       | 備註                       |
| -------------------- | -------- | -------------- | -------------------------- |
| 仰望半月的夜空       | 2006年   | SFプランニング |                            |
| 死神的歌謠           | 2007年   | SFプランニング |                            |
| 某一天，炸彈從天而降 | 2013年   | 富士電視台     | 『世界奇妙物語』でドラマ化 |

### 真人化
| 作品名稱               | 公開時間 | 監督       | 配給                  | 備註 |
| ---------------------- | -------- | ---------- | --------------------- | ---- |
| 不吉波普系列           | 2000年   | 金田龍     | 東映ビデオ            |      |
| 仰望半月的夜空         | 2010年   | 深川栄洋   | IMJエンタテインメント |      |
| 說謊的男孩與壞掉的女孩 | 2011年   | 瀬田なつき | 角川映画              |      |

## 外部連結
- （日語）電擊文庫官方網站 （页面存档备份，存于）
- （繁體中文）大電擊文庫展 in Taipei （页面存档备份，存于）